# Pholis clemensi
Pholis clemensi és una espècie de peix de la família dels fòlids i de l'ordre dels perciformes.

## Descripció
- Fa 13 cm de llargària màxima i és de color variable (magenta i argentat) amb marques fosques a la base de l'aleta dorsal i amb el cap una mica més fosc a la part superior.
- 87-90 espines i cap radi tou a l'aleta dorsal.
- 2 espines i 50-53 radis tous a l'aleta anal.
- Aletes pectorals ovoides i aleta caudal i pèlviques petites.[8][9][10]

## Depredadors
A Alaska és depredat per l'halibut del Pacífic (Hippoglossus stenolepis)

## Hàbitat i distribució geogràfica
És un peix marí, demersal (entre 7 i 64 m de fondària) i de clima temperat, el qual viu al Pacífic oriental: les zones submareals i rocalloses des de l'illa Fillmore (el sud-est d'Alaska) fins a Arena Cove (el comtat de Mendocino, el nord de Califòrnia, els Estats Units), incloent-hi la Colúmbia Britànica (el Canadà).

## Observacions
És inofensiu per als humans.